# Aegea
Aegea, en la mitología griega, era una reina de las amazonas. La Enciclopedia Británica (1911) menciona a Aegea, reina de las Amazonas, como un epónimo alternativo del Mar Egeo. La leyenda dice que ella ordenó a un ejército de mujeres guerreras que viajaron de Libia a Asia Menor para luchar en Troya, y que murió luego de luchar valientemente  en el mar con su ejército